# Linux Pratique
 (avril 2023).
Linux Pratique est un magazine francophone, spécialisé dans GNU/Linux et les logiciels libres, édité par les éditions Diamond, qui éditent également GNU/Linux Magazine, MISC, Open Silicium et Hackable.

## Description
Le premier numéro a paru en mai 1999. La publication de ce magazine, qui a été interrompue pendant deux ans entre 2000 et 2002, est actuellement bimestrielle. La rédactrice en chef du magazine est Aline Hof, qui a succédé à Fleur Brosseau.
Ce magazine s'adresse principalement aux utilisateurs de GNU/Linux qu'ils soient particuliers ou professionnels, et traite de l'utilisation du système d'exploitation, de la personnalisation et de la configuration, ainsi que de l'actualité du logiciel libre.
Depuis 2005, le titre publie également des hors-séries thématiques. En juillet 2014 paraît le no 84, dans une nouvelle formule issue de la fusion avec un bimestriel du même éditeur, Linux Essentiel (37 numéros parus entre avril 2008 et avril 2014).